# TT A4
La tombe thébaine TT A4 est située à Dra Abou el-Naga, dans la nécropole thébaine, sur la rive ouest du Nil, face à Louxor en Égypte.
C'est la tombe de Si-Ouser, scribe, maire de la ville du sud, surveillant du grenier, datant de la XIXe dynastie.